# D.Nagenahalli, Koratagere
D.Nagenahalli là một làng thuộc tehsil Koratagere, huyện Tumkur, bang Karnataka, Ấn Độ.